# Saint-Parres-lès-Vaudes
Saint-Parres-lès-Vaudes è un comune francese di 1 021 abitanti situato nel dipartimento dell'Aube nella regione del Grand Est.

## Società

### Evoluzione demografica
Abitanti censiti